# زنبلان
زنبلان (ارومیه)، روستایی از توابع بخش نازلو شهرستان ارومیه در استان آذربایجان غربی ایران است.

## جمعیت
این روستا در دهستان نازلو شمالی قرار دارد و براساس سرشماری مرکز آمار ایران در سال ۱۳۸۵، جمعیت آن ۱۲۷ نفر (۳۷خانوار) بوده‌است. 